# Viktor Kalabis

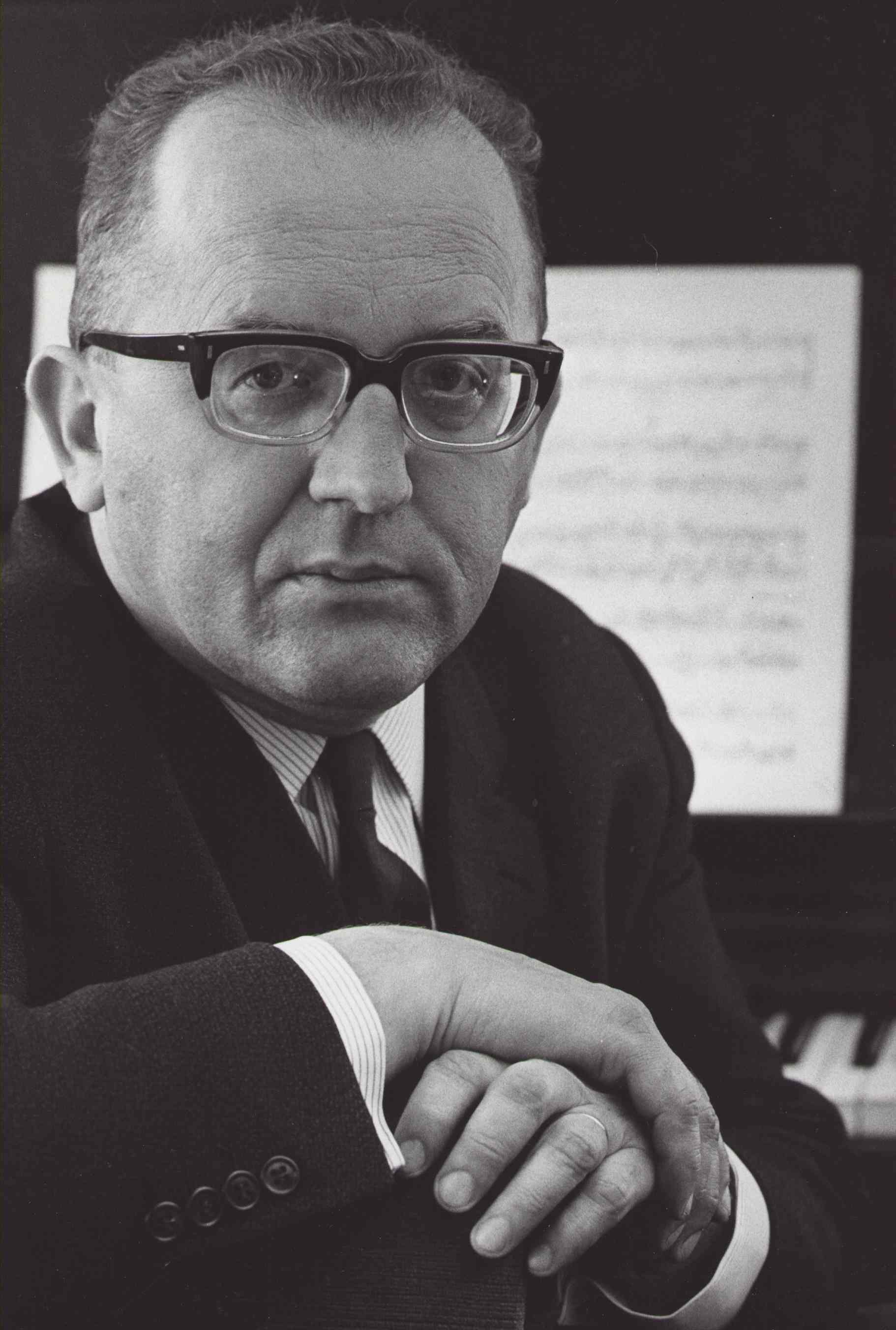
Viktor Kalabis in 1968

Viktor Kalabis, född 27 februari 1923, död 28 september 2006, var en tjeckisk tonsättare.
Viktor Kalabis var intresserad av musik från tidig ålder, men på grund av den nazistiska ockupationen av Tjeckoslovakien under andra världskriget var det omöjligt att studera musik i Prag. Efter krigsslutet 1945 studerade Kalabis vid Prags konservatorium samt vid Musikhögskolan och Karlsuniversitetet. 1952 gifte han sig Zuzana Růžičková, som sedermera blev en berömd cembalist. De båda vägrade att gå med i kommunistpartiet KSČ, vilket gjorde början av deras musikaliska karriärer svåra. Så småningom fick Kalabis arbete på avdelningen för barnmusik vid Radio Prag. Det var här han grundade den nu internationellt kända tävlingen Concertino Praga för unga musiker.
Kalabis etablerade sig på allvar som internationell kompositör 1957, då Manuel Rosenthal framförde Kalabis konsert för violoncello, opus 8, på Théâtre des Champs-Élysées i Paris. Många av hans kompositioner var beställningsverk, till exempel av Tjeckoslovakiens statssymfoniorkester, Dresdens filharmoniska orkester, Camerata Zürich, Josef Suk, János Starker, Maurice Andre och många andra. Hans Sinfonia pacis är ett av de mest spelade verken av nutida tjeckiska kompositörer.
Även om de flesta av Kalabis verk är symfonier, konserter eller kammarmusik, håller hans vokalmusik, såsom kantaten Canticum Canticorum, kammarkantaten Vojna ("Kriget"), sångcykler och körverk, samma höga standard. För scenen har han skrivit Fable för kammarorkester och baletten Två världar i två akter, inspirerad av Lewis Carrolls bok Alice i Underlandet. Videoinspelningen av denna balett tilldelades Parents' Choice Award 1993 i USA. 1967 tilldelades Kalabis de tjeckoslovakiska musikkritikernas pris, och 1969 Statspriset.
Så småningom blev Kalabis ordförande för Bohuslav Martinů-stiftelsen. Här han grundade han Bohuslav Martinů-institutet för studier och information, lanserade Martinůfestivalen och -tävlingen, och skapade en dynamisk bas från vilken Martinůs verk har blivit mycket mer kända.
Efter Kalabis död 2006 grundades Viktor Kalabis och Zuzana Růžičkovás stiftelse till hans minne, avsedd att främja Kalabis musik i hela världen. Růžičková blev ordförande i stiftelsens styrelse.